# بخش بیتل (شهرستان میامی، اوهایو)
بخش بیتل (به انگلیسی: Bethel Township) یک منطقهٔ مسکونی در ایالات متحده آمریکا است که در شهرستان میامی، اوهایو واقع شده‌است.
 بخش بیتل ۹۰٫۰ کیلومتر مربع مساحت و ۴,۸۴۳ نفر جمعیت دارد و ۳۰۴ متر بالاتر از سطح دریا واقع شده‌است.